# Elena Săcălici
Elena Săcălici (Cluj-Napoca, Rumania, 18 de julio de 1935-1959) fue una gimnasta artística rumana, que participó en las Olimpiadas de Melbourne 1956.

## Carrera deportiva
En las Olimpiadas de Melbourne 1956 ayuda a su equipo a lograr el bronce. 
Dos años después, en el Mundial celebrado en 1958 en Moscú contribuyó de nuevo a que su equipo ganase la medalla de bronce, quedando las gimnastas rumanas situadas en el podio tras las soviéticas y las checoslovacas, y sus compañeras fueron: Sonia Iovan, Atanasia Ionescu, Emilia Vătășoiu, Elena Mărgărit y Elena Leuşteanu. 